# Bandera de Vilaür
La bandera oficial de Vilaür té la següent descripció:
Bandera apaïsada, de proporcions dos d'alt per tres d'ample, dividida en tres franges horitzontals, de proporcions relatives 2, 1, 1, verda, groga i verda; al cantó del pal tres ovals de diàmetre major d'1/4 de l'alt de la bandera i de diàmetre menor d'1/6, posats 1 i 2, grocs; tot el conjunt separat de l'angle per 1/18 i les figures entre si per la mateixa distància.
Va ser aprovada l'1 d'abril de 1996 i publicada al DOGC el 26 d'abril del mateix any amb el número 2199.